# Ленизо
Ленизо — кооперативное товарищество ленинградских художников.

## История
Товарищество художников Ленизо существовало в Ленинграде с 1929 по 1954 год. После образования в 1932 году единого ЛССХ представляло собой многопрофильное производственное подразделение творческого Ленинградского Союза художников. С 1931 года  находилось в подчинении Горкома ИЗО. Входила во ВСЕРАБИС (Всероссийский союз работников искусств). Подчинялось Всекохудожнику. Распределяла заказы, вела продажу работ через сеть своих магазинов. В структуре имело различные мастерские и производства, разбросанные по разным адресам и районам города, в том числе копийные, архитектурно-художественные, мозаичные, оформительские мастерские, эмальерно-филигранную фабрику, типографию, сеть художественных салонов, другие подразделения. Ленизо осуществляло контрактацию между организациями-заказчиками художественно-оформительских работ и художественной продукции и художниками разных специальностей: оформителями, живописцами, скульпторами, графиками, мастерами декоративно-прикладного искусства. В 1930-е годы, а также в первое послевоенное десятилетие Ленизо обеспечивало работой не только «несоюзных» художников, но и большую часть художников — членов творческого Союза. Членами художественного совета Ленизо были известные мастера изобразительного искусства Ленинграда.
Значительная часть договоров, выполнявшихся художниками-членами Ленизо была связана с оформлением ленинградских улиц и площадей к праздникам, с изготовлением наружной рекламы, оформлением витрин магазинов, написанием портретов политических и государственных деятелей по заказам организаций и учреждений. В 1949—1950 годах копийные мастерские постепенно были ликвидированы, а работавших в них художников перевели на творческую работу по написанию «живописи малых форм» — так называемой массовой картины. Эти вещи продавались через магазины, подчинённые Ленизо. Один из них был в Гостином Дворе, другой под кинотеатром «Титан». По содержанию это были пейзажи, натюрморты, изредка жанровые сцены. Они оценивались сравнительно недорого, с тем, чтобы их приобретало население. В 1950 году эмальерно-филигранная фабрика Ленизо перешла к Ленинградской межобластной конторе «Главювелирторга».
Товарищество художников Ленизо поддерживало и творческую деятельность художников, являвшихся его членами, регулярно устраивая городские, а также передвижные выставки их произведений. Их участниками были крупнейшие мастера изобразительного искусства Ленинграда, в том числе Михаил Авилов, Евгения Байкова, Пётр Белоусов, Пётр Бучкин, Пётр Ивановский, Ярослав Николаев, Генрих Павловский, Пен Варлен, Степан Привиденцев, Николай Рутковский, Глеб Савинов, Александр Самохвалов, Иосиф Серебряный, Владимир Серов, Николай Тимков, Рудольф Френц и другие. В 1953 году Ленизо было ликвидировано, его мастерские и подразделения вошли в состав Ленинградского отделения Художественного фонда РСФСР.